# 红果黄肉楠
红果黄肉楠（学名：Actinodaphne cupularis）为樟科黄肉楠属下的一个种。

## 扩展阅读
- 維基物種上的相關：红果黄肉楠